# Pico (cefalópodos)

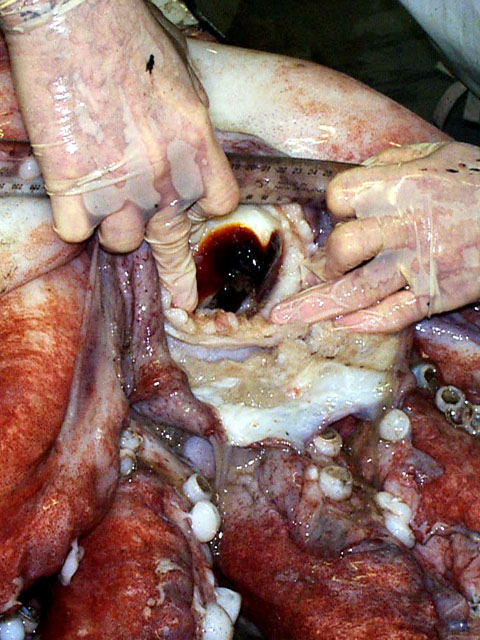
Pico de un calamar gigante, rodeado por la masa bucal y los apéndices.

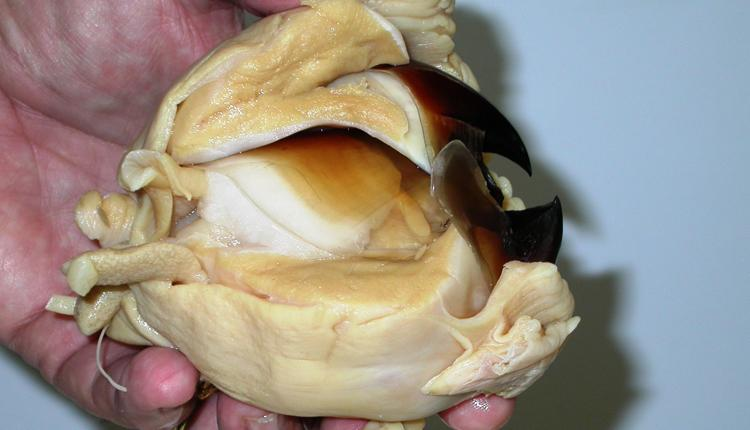
Pico de calamar gigante y los músculos asociados (con la mano para apreciar el tamaño).

Todos los cefalópodos existentes tienen una estructura propia del grupo conocida como pico o pico de loro consistente en un par de fuertes mandíbulas en forma de pico, situado en la masa bucal y rodeado por los apéndices musculares de la cabeza (brazos y tentáculos). La mandíbula dorsal (superior) se adapta a la mandíbula ventral (inferior) y juntas funcionan de forma similar a una tijera.
Existen restos de picos fosilizados de varios grupos de cefalópodos, tanto actuales como extintos, como calamares, pulpos, belemnites y vampiromórfidos. Una estructura calcárea parecida a placas propia de los amonites, el aptico, puede que hayan sido elementos del pico.

## Composición
Compuesto principalmente por quitina y proteínas reticuladas, los picos son relativamente indigestos y, a menudo, son los únicos restos de cefalópodos identificables que se encuentran en los estómagos de especies depredadoras como los cachalotes. Los picos de los cefalópodos se vuelven gradualmente menos rígidos a medida que nos desplazamos desde la punta hasta la base, un gradiente debido a una composición química diferente; en los picos del calamar de Humboldt (Dosidicus gigas) este gradiente de rigidez alcanza dos órdenes de magnitud.

## Medidas
En teutología (ciencia que se dedica al estudios de los cefalópodos), se utilizan las abreviaturas LRL (Lower Rostral Lenght) y URL (Upper Rostral Length) para referirse respectivamente a la longitud rostral inferior y la longitud rostral superior. Estas son las medidas estándar del tamaño del pico en Decapodiformes; para Octopodiformes se suele utilizar la longitud de la cubierta (Hood Length). Se pueden utilizar para estimar la longitud del manto y el peso corporal total del animal original, así como la biomasa total ingerida de las especies.